# Luigi Tripepi
Luigi Tripepi (né le 21 juin 1836 à Cardeto, en Calabre, alors dans le royaume des Deux-Siciles et mort le 29 décembre 1906 à Rome) est un cardinal italien du début du XXe siècle.

## Biographie
Luigi Tripepi exerce diverses fonctions au sein de la curie romaine, notamment auprès de « congrégation des rites » et du secrétariat d'État. Le pape Léon XIII le crée cardinal lors du consistoire du 15 avril 1901. Le cardinal Tripepi participe au conclave de 1903, lors duquel Pie X est élu pape. Il est pro-préfet de la Congrégation des rites en 1904.
Luigi Tripepi a publié 36 volumes de l'histoire des papes et 10 volumes de poésie latin et italien.